# Sabato pomeriggio/Poster
Sabato pomeriggio/Poster è il nono singolo a 45 giri di Claudio Baglioni, pubblicato in Italia dall'etichetta discografica RCA Italiana nel 1975.

## Tracce
1. Sabato pomeriggio – 4:21 (testo: Claudio Baglioni – musica: Antonio Coggio, Claudio Baglioni)
2. Poster – 5:05 (testo: Claudio Baglioni – musica: Antonio Coggio, Claudio Baglioni)

Durata totale: 9:26

## Accoglienza
Il disco fu pubblicato nel corso dell'estate 1975, come singolo trainante dell'album Sabato pomeriggio, come era ormai consuetudine per Baglioni da diversi anni. Il singolo apparve nella classifica dei 45 giri più venduti in Italia il 2 agosto alla quinta posizione, e rapidamente riuscì a raggiungere la vetta della classifica, scalzando dalla prima posizione Buonasera dottore di Claudia Mori. Il disco rimase in testa alla classifica per quindici settimane consecutive, e il suo posto fu preso il 29 novembre da Profondo rosso dei Goblin. Complessivamente Sabato pomeriggio rimase in top ten per 22 settimane, uscendone definitivamente il 20 dicembre. Alla fine dell'anno risulterà essere il singolo più venduto dell'anno.

## Brani
Entrambe le canzoni furono scritte da Claudio Baglioni e Antonio Coggio (anche produttore del brano e dell'album) per la musica, mentre il testo è del solo Baglioni. Le versioni dei due brani differiscono da quelle degli album: Sabato pomeriggio infatti qui sfuma (nell'LP, invece, si concludeva con un richiamo di Aspettare), mentre Poster ha un'introduzione di pianoforte assente sull'album.
La melodia (e lo svolgimento armonico) della strofa di Poster hanno una fortissima somiglianza con Valsinha, brano di Vinícius de Moraes e Chico Buarque De Hollanda ( Michele Bovi, Ladri di canzoni, Milano, Hoepli, 2019.), interpretato (tra gli altri) da Mia Martini, Patty Pravo e Mina. Molte sono le cover realizzate del brano come quella dei New Trolls, incisa nel 1980 su singolo, quella di Mina, pubblicata nel 1985 nell'album Finalmente ho conosciuto il conte Dracula... e quella di Gianni Morandi inclusa nel suo LP dal vivo Morandi in teatro nel 1986.

## Classifiche
| Posizione | 5 | 3 | 2 | 1 | 1 | 1 | 1 | 1 | 1 | 1 | 1 | 1 | 1 | 1 | 1 | 1 | 1 | 1 | 2 | 5 | 6 | 9 |